# Atypoidea
Atypoidea è una  superfamiglia di aracnidi migalomorfi che comprende due famiglie:
- Antrodiaetidae GERTSCH, 1940
- Atypidae THORELL, 1870